# Сахаров Володимир Миколайович
Володимир Миколайович Сахаров (рос. Владимир Николаевич Сахаров, нар. 5 лютого 1948, Палатка) — радянський футболіст, що грав на позиції півзахисника, зокрема, за мінське «Динамо» та московське «Торпедо», а також національну збірну СРСР.
Чемпіон СРСР. 

## Клубна кар'єра
У дорослому футболі дебютував 1966 року виступами за команду клубу «Тяжмаш» (Сизрань). Наступного року захищав кольори команди «Крила Рад» (Куйбишев).
Своєю грою за останню команду привернув увагу представників тренерського штабу мінського «Динамо» (Мінськ), до складу якого приєднався 1968 року. Відіграв за мінських «динамівців» наступні п'ять сезонів своєї ігрової кар'єри. Більшість часу, проведеного у складі мінського «Динамо», був основним гравцем команди, попри регулярні порушення режиму і проблеми з вживанням алкоголю.
Наприкінці 1973 року прийняв пропозицію перейти до московського «Торпедо». Проте дебютувати за нову команду зміг лише у середині 1975 року, оскільки мінська команда, яка не погоджувалася на його перехід, добилася дискваліфікації гравця. Граючи у складі московського «Торпедо» також здебільшого виходив на поле в основному складі команди. У складі «Торпедо» виборов титул чемпіона СРСР у скороченому осінньому сезоні 1976 року. Завершив кар'єру футболіста виступами за «Торпедо» у 1981 році.
У подальшому залишився у футболі, працюючи на різних адміністративних посадах.

## Виступи за збірну
1975 року дебютував в офіційних матчах у складі національної збірної СРСР. Протягом кар'єри у національній команді, яка тривала 2 роки, провів у формі головної команди країни 4 матчі.
| Дата       | Місто | Господарі | Результат | Гості     | Турнір            | Голи | Примітки |
| ---------- | ----- | --------- | --------- | --------- | ----------------- | ---- | -------- |
| 12/10/1975 | Цюрих | Швейцарія | 0 – 1     | СРСР      | Відбір до ЧЄ 1976 | -    | 68'      |
| 12/11/1975 | Київ  | СРСР      | 4 – 1     | Швейцарія | Відбір до ЧЄ 1976 | -    | 75'      |
| 20/03/1976 | Київ  | СРСР      | 0 – 1     | Аргентина | товариський матч  | -    |          |
| 24/03/1976 | Софія | Болгарія  | 0 – 3     | СРСР      | товариський матч  | -    | 85'      |
| Усього     |       | Матчів    | 4         |           | Голів             | 0    |          |

## Титули і досягнення
- Чемпіон СРСР (1):

«Торпедо» (Москва): 1976